# Windows XP Embedded

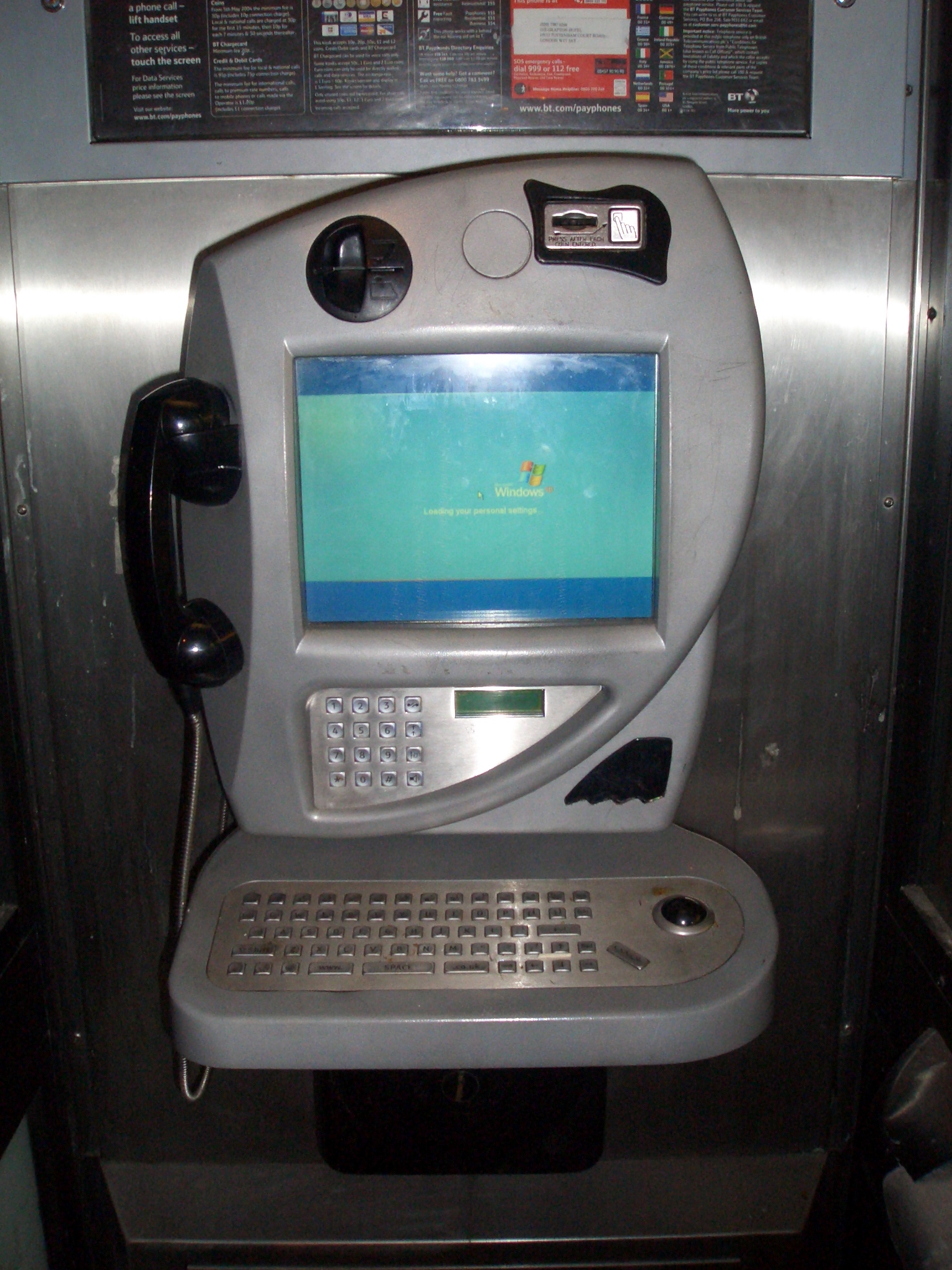
Bốt điện thoại công cộng được cài đặt Windows XP Embedded

Windows XP Embedded (thường được gọi ngắn gọn là XPe) là phiên bản hệ điều hành Windows mà Microsoft nhắm tới các đối tượng là các nhà lập trình thiết bị nhúng, hộp set-top, máy ATM, trạm Internet công cộng, thiết bị đầu cuối bán hàng và các trạm 3G. Windows XP Embedded tương tự như Windows XP Professional nhưng có một số hạn chế về cấp phép yêu cầu các thiết bị dẫn đến khởi động trực tiếp vào ứng dụng của nhà sản xuất bản gốc. Phiên bản này chủ yếu dành cho các nhà lập trình trên thiết bị nhúng, các thiết bị công cộng,... 

## Đặc điểm
Windows XP Embedded dựa trên nền tảng x86 của Windows XP Professional. Windows XP Embedded có một điểm yếu là hạn chế cấp phép ngăn chặn nó được triển khai vào máy tính tiêu chuẩn. Tuy vậy thì Microsoft đã khắc phục được điểm này. Windows XP Embedded có một API đầy đủ và hỗ trợ ứng dụng như bình thường. Ngoài ra XPe còn có khả năng khởi động từ CD-ROM, USB và mạng.

## Thiết bị sử dụng Windows XP Embedded
- Máy ATM/ Máy rút tiền
- Các máy chơi game arcade
- Máy tính tiền
- Người máy tự động
- Trạm Internet công cộng/ Trạm 3G
- Thiết bị định vị
- Các thiết bị điều khiển các phương tiện
- Máy giải trí trên máy bay
- Máy nói về thành phố cho khách du lịch/Kiost thông tin
- Điện thoại công cộng BT
- Máy tính công cộng
- PDA
- Các thiết bị nhúng nói chung

Trên thị trường ghi nhận một số máy tính cơ bản dùng XPe như máy Dell, Acer, Samsung,...

## Thông tin thêm
Ngoài XPe thì còn có các phiên bản Windows XP dành cho thiết bị nhúng:
Windows Embedded for Point of Service
Phiên bản này nhắm đến các loại thiết bị chủ yếu phục vụ việc kinh doanh như máy tính tiền, máy ATM, trạm bơm nhiên liệu,... Nó không được Microsoft cung cấp mà bản có thể mua giấy phép.
Windows Fundamentals for Legacy PCs
Phiên bản này dành cho các máy yếu. Mục tiêu là các người dùng không có nhiều tiền nhưng muốn tận hưởng các tính năng của Windows XP mà không đủ khả năng nâng cấp phần cứng. Phiên bản này rất thích hợp cho các máy tính cũ.